# ヘクトル (小惑星)
ヘクトル (624 Hektor) は、木星のトロヤ群の中で最も大きな小惑星である。アウグスト・コプフによってハイデルベルクで発見された。衛星を持つ小惑星としても知られる。

## 命名
ヘクトルは木星の前方ラグランジュ点L4の、いわゆる「ギリシャ群」に位置する。ここにある小惑星にはトロイア戦争のギリシャ側の兵士の名前がつけられることになっているが、ヘクトルはこれらの区別が行われる前に命名されたため、トロイア側のヘクトルの名前が付けられた（これと逆のケースが (617) パトロクロスである）。

## 特徴
ヘクトルは、太陽系で最も細長い形をした天体の1つであり、およそ縦370 km、横200 kmの大きさである。これは、(216) クレオパトラのような接触二重小惑星であると考えられている。ハッブル宇宙望遠鏡による1993年の観測では、角解像度が低すぎて二葉の形までは見ることができなかった。推定される平均密度には諸説あるものの、小惑星の中では比較的低い値であることが知られており、恐らく氷を含んだ岩石でできた天体であろうと考えられている。
2006年7月17日、マウナケアのW・M・ケック天文台での、レーザーガイド星と補償光学装置を使った観測により、ヘクトルの二葉の形が観測された。
D型小惑星に分類され、暗く、赤っぽい色である（物理特性が観測された唯一のD型小惑星でもある）。

## 衛星
2006年の観測により、直径15 kmの小衛星の存在が明らかとなり、仮符号S/2006 (624) 1が付けられた
。その後の観測により、S/2006 (624)の大きさは約12 ㎞、ヘクトルからの平均距離は623.5 km、公転周期は2.9651日と推定されている。2017年3月にヘクトルの息子アステュアナクスの本名にちなみSkamandriosと命名された。
ヘクトルは今までのところ「ギリシャ群」で唯一の衛星を持つ小惑星である。「トロヤ群」の方では、2001年にパトロクロスの衛星が見つかり、後にメノイティオス ((617) Patroclus I Menoetius) と命名されている。

## その他
スティーヴン・バクスターの1997年の短編小説The Fubar Suitには、宇宙飛行士がヘクトルを探検する様子が描写されている。